# تحوير الوسيط
التحوير الجيني للوسيط، هو تقنية تحاول القضاء على عامل ممرض ما ضمن مجموعة من ناقلات الأمراض عن طريق التحوير الجيني لمتعايش ضمن تلك الناقلات. تهدف هذه التقنية إلى السيطرة على الأمراض المحمولة بالناقلات. تعتمد الخطوة الأولى على معرفة البروتينات التي ستمنع الأنواع الناقلة من نقل العامل الممرض. يقوم بعدها الباحثون بإدخال الجينات المشفرة لهذه البروتينات إلى كائن متعايش يمكنه التعبير عن تلك البروتينات داخل الناقل. وفي الخطوة الأخيرة، يدخل الباحثون هذه المتعايشات المعدلة وراثيًا ضمن المجموعات الناقلة للأمراض في الطبيعة. قد تؤدي الأمراض التي تنقلها الحشرات إلى ارتفاع وفيات البشر. تعتمد الأساليب الوقائية والضوابط الحالية ضد الأمراض المحمولة بالناقلات على المبيدات الحشرية التي طورت بعض سلالات البعوض مقاومة نحوها. يوجد طرق أخرى تعمل على القضاء عليها تمامًا. يركز التحوير الجيني للوسيط على استخدام متعايشات معدلة وراثيًا تستطيع التعبير عن جزيئات معينة داخل الناقل، حيث تقضي هذه الجزيئات على العوامل الممرضة التي يحملها ذاك الناقل. تكون بكتيريا أسايا الحمضية متعايشة داخل يرقات البعوض، وتعتبر مفيدة في التطور الطبعي لتلك اليرقات. مع ذلك، يبقى دور هذه البكتيريا المتعايشة غير معروف لدى البعوض البالغ.
طبقت هذه التقنية لأول مرة على الرودنويس بروليكوس المرتبط ببكتيريا رودوكوكوس رودني المتعايشة معه. يعتبر الرودنويس بروليكوس ناقل حشري مهم لداء شاغاس الذي تسببه المثقبيات الكروزية. اعتمدت الاستراتيجية على تعديل بكتيريا رودوكوكوس رودني وراثيًا لتستطيع التعبير عن بروتينات تقضي على المثقبيات الكروزية أو تمنع انتقالها كبروتين السيكروبين أ مثلًا.
يعمل الباحثون على استخدام هذه التقنية مع ذباب تسي تسي معتمدين على البكتيريا ومع بعوض الملاريا معتمدين على الفطريات أو الفيروسات أو البكتيريا.

## الاستخدامات
يمكن استخدام التحوير الجيني للوسيط لتحقيق العديد من الأغراض المختلفة، ولكن يعتبر كسر دورة المرض أحد الأغراض الرئيسية له. ركزت أحد الدراسات تجاربها على ذباب تسي تسي والمثقبيات التي تسبب مرض النوم في أفريقيا جنوب الصحراء. درس الباحثون بيولوجيا انتقال المرض عبر ذبابة تسي تسي لمعرفة الطريقة الأفضل لاستخدام التحوير الجيني للوسيط لحل مشكلة انتقال العدوى. استخدم التحوير الجيني في هذه الحالة لتصنيع مبيد حيوي يمنع انتقال المثقبيات في ذبابات تسي تسي.
ينقل البعوض أيضًا مرض الملاريا للبشر. خلقت الملاريا مشكلة صحية مستمرة بسبب عدم وجود لقاح فعال ضد هذا المرض المميت. ولهذا، يعتبر تطوير تدابير المكافحة أمر حتمي للحد من انتقال الملاريا. وجدت أحد الدراسات أن فرص انتقال المرض انخفضت بعد التحوير الجيني لبكتيريا أسايا المتعايشة مع هذا البعوض؛ فقد عدل الباحثون تلك البكتيريا لتعمل على تصنيع جزيئات مضادة للعامل الممرض.
وجدت دراسة أجريت في عام 2012 أن استخدام بكتيريا حمض اللبن قد يحسن صحة نحل العسل أو يساعده في الهضم. يختلف هذا الاستخدام عن الاستخدام التقليدي لتحوير الوسيط، وقد اقترحه الباحثون لسهولة تحوير العصيات اللبنية. أراد العلماء معرفة ما إذا كان الحفاظ على الميكروبيوم في أحشاء الحشرات سيعمل على الحفاظ على صحة المستعمرة بأكملها. حدث انخفاض كبير في أعداد نحل العسل ومستعمراته في السنوات الأخيرة، ولكن قد يسمح التحوير الجيني بزيادة أعداد نحل العسل من جديد ليعود إلى ممارسة دوره في حماية الطبيعة.
يوجد عدد قليل من الاستخدامات المتاحة لتحوير الوسيط كما نوقش أعلاه. يعمل اثنان من هذه الاستخدامات على منع انتشار أو انتقال الأمراض والحفاظ على صحة النحل ومستعمراته أو تحسينها. يعتبر هذان الاستخدامان مهمان للغاية لأننا نرغب بإيجاد طرق تسمح لنا بالوجود لفترة أطول وبصحة أفضل. لا تعتبر الإصابة بالملاريا أو مرض النوم من الأمور العادية، وهي أمراض يصعب تجنبها في أماكن مثل إفريقيا حيث ينتشر الذباب والبعوض في كل مكان، ولكن استخدام هذه التقنية سيجعل الأمر أبسط. كذلك، تعتبر صحة النحل من الأمور الهامة لدورها في تلقيح النباتات ومساهمتها في ازدهار الطبيعية التي نشاهدها اليوم. يقدم لنا التحوير الجيني حلول رائعة للعديد من المشكلات، وربما سيوفر لنا حلول أخرى في المستقبل.